# J.C.J. van Speijk fyrtårnet
 Der er for få eller ingen kildehenvisninger i denne artikel, hvilket er et problem. Du kan hjælpe ved at angive troværdige kilder til de påstande, som fremføres i artiklen.

J.C.J. van Speijk fyrtårnet er et fyrtårn ved kysten til Nordsøen i nærheden af Egmond aan Zee i Bergen Kommune, Noord Holland, i Nederlandene. Fyrtårnets fundament, der er udformet som en grav, er det officielle hollandske monument for Jan van Speyk, der er en hollandsk helt.
Det oprørske hav omkring Egmond gjorde det i 1833 nødvendigt at opføre to fyrtårne. Lyset fra fyrtårnene har forskellig farve, alt efter hvor det peger hen. Når fyrtårnet lyser mod nord er lyset rødt, for at advare søfarerne om det farlige lavvande der er ved kysten, nord for Egmond. Så snart skibe bevæger sig ud af den farlige zone ved kysten, vil de se lyset som hvidt igen. Det sydlige tårn ved Torensduin blev taget ud af brug i 1891, og blev revet ned i 1915. Det nordlige tårn står stadig, og er i dag et erklæret Rijksmonument (en officielt hollandsk betegnelse for et nationalt kulturhistorisk monument).
Fyrtårnet er åbent for offentligheden i sommermånederne juli og august.

## Van Speijkmonumentet
Fyrtårnet blev i 1834 udvalgt som nationalt monument, og fik navnet J.C.J. van Speijkmonumentet, til ære for den hollandske søhelt. Oprindeligt var det hensigten at opføre et nyt tårn i forbindelse med udnævnelsen af monumentet, men eftersom det ikke var muligt at rejse midlerne til dette, gennemgik det eksisterende fyrtårn blot en ombygning. Monumentet blev tegnet af Jan David Zocher og bygget af J. Bos i kvadersten.
Efter opførslen af Nordsø kanalen med de to fyrtårne ved dets udmunding, blev van Speijk fyrtårnet udstyret med røde vinduer, for at undgå forvirring. I 1891 blev det udstyret med roterende lys, hvilket også var det samme år det sydlige tårn blev taget ud af brug.
I 1984, på 150 års jubilæet for opførslen af fyrtårnet og monumentet, blev en bog om monumentet udgivet, af Museum van Egmond, der er det lokale museum.

## Tidslinje
- 1823: Det besluttes at bygge fyrtårnene
- 1833: Byggefasen påbegyndes
- 1834: Byggefasen afsluttes, en opsynsmand udpeges, fyrtårnet tændes
- 1838: Kongeligt dekret udskrives om istandsættelse af fyrtårnene
- 1841: Fyrtårnets istandsættelse afsluttes
- 1879: Fyrtårnet tages midlertidigt ud af brug (15. februar til 15. marts)
- 1891: Roterende lys installeres, sydtårnet tages ud af brug
- 1915: Sydtårnet rives ned
- 1922: Elektrisk lys installeres, fyrtårnet renoveres
- 1936: Karakteriseringen af fyrtårnet ændres til Iso 10s
- 1967: Fyrtårnet erklæres som Rijksmonument

## Moderne brug
Med indførslen af brugen af satellit i kystvagten i Nederlandene i 1980 blev mange fyrtårne i Nederlandene taget ud af drift. I Egmond blev opgaverne den lokale kystvagt i byen havde, overført til en centralt placeret national kystvagt. Efter omorganiseringen af trafikcentrene i Den Helder og Ilmuiden kunne radar dække hele den nordlige kyst i Noord Holland, hvorfor visuelle hjælpemidler som fyrtårne ikke længere var nødvendige. Bert de Boer, som var blevet ansat som fyrtårnets opsynsmand i 1978 forblev dog fortsat ansat indtil 1990, hvorefter fyrtårnet fortsat har været aktivt, men ikke bemandet.
Tårnet bruges stadig som et lokalt vartegn. Skibe bruger også tårnet til at kontrollere og justere deres lokaliseringsudstyr. Fyrtårnet bruges også til træning i redningsoperation af den hollandske kystvagt, ligesom webcams i fyrtårnet bruges til at holde øje med Nordsted.

## Webcam
Det er muligt at følge fyrtårnet direkte via internettet. Fyrtårnet har fem webcams, som holder øje med kyststrækningen, installeret. Man kan få adgang til disse webcams gennem byens lokale hjemmeside på visitegmond.nl.